# Кинаж
Кинаж — пресноводное озеро на территории Амбарнского сельского поселения Лоухского района Республики Карелии.

## Общие сведения
Площадь озера — 1,1 км². Располагается на высоте 74,8 метров над уровнем моря.
Форма озера продолговатая: оно почти на три километра вытянуто с запада на восток. Берега водоёма преимущественно каменисто-песчаные.
Кинаж поверхностных стоков не имеет и относится к басейну озера Корг, через которое протекает река Пулома, впадающая в Энгозеро. Воды Энгозера, в свою очередь, через реки Калгу и Воньгу попадают в Белое море.
Населённые пункты и автодороги вблизи водоёма отсутствуют.
Код объекта в государственном водном реестре — 02020000711102000003306.